# Charles Harris (fútbol americano)
Charles Harris (Kansas City, Misuri, 6 de marzo de 1995) es un jugador profesional estadounidense de fútbol americano que se desempeña en la posición de defensive end en Detroit Lions, equipo de la National Football League (NFL).

## Carrera
Fue seleccionado en la primera ronda en la Reunión Anual de Selección de Jugadores de la NFL de 2017. Hizo su debut profesional con el equipo Miami Dolphins, en el cual jugó tres temporadas (2017-2020), después pasó a Atlanta Falcons (2020-2021), luego a Detroit Lions, donde lleva jugando tres temporadas.